# Krnov (nádraží)
Krnov (dříve též německy Jägendorf) je železniční stanice v západní části města Krnov v okrese Bruntál v Moravskoslezském kraji mezi řekami Opavice a Opava. Leží na jednokolejných neelektrizovaných tratích Šumperk – Krnov a Olomouc – Opava. Ve městě se dále nachází železniční zastávka Krnov-Cvilín (na trati do Opavy).

## Historie

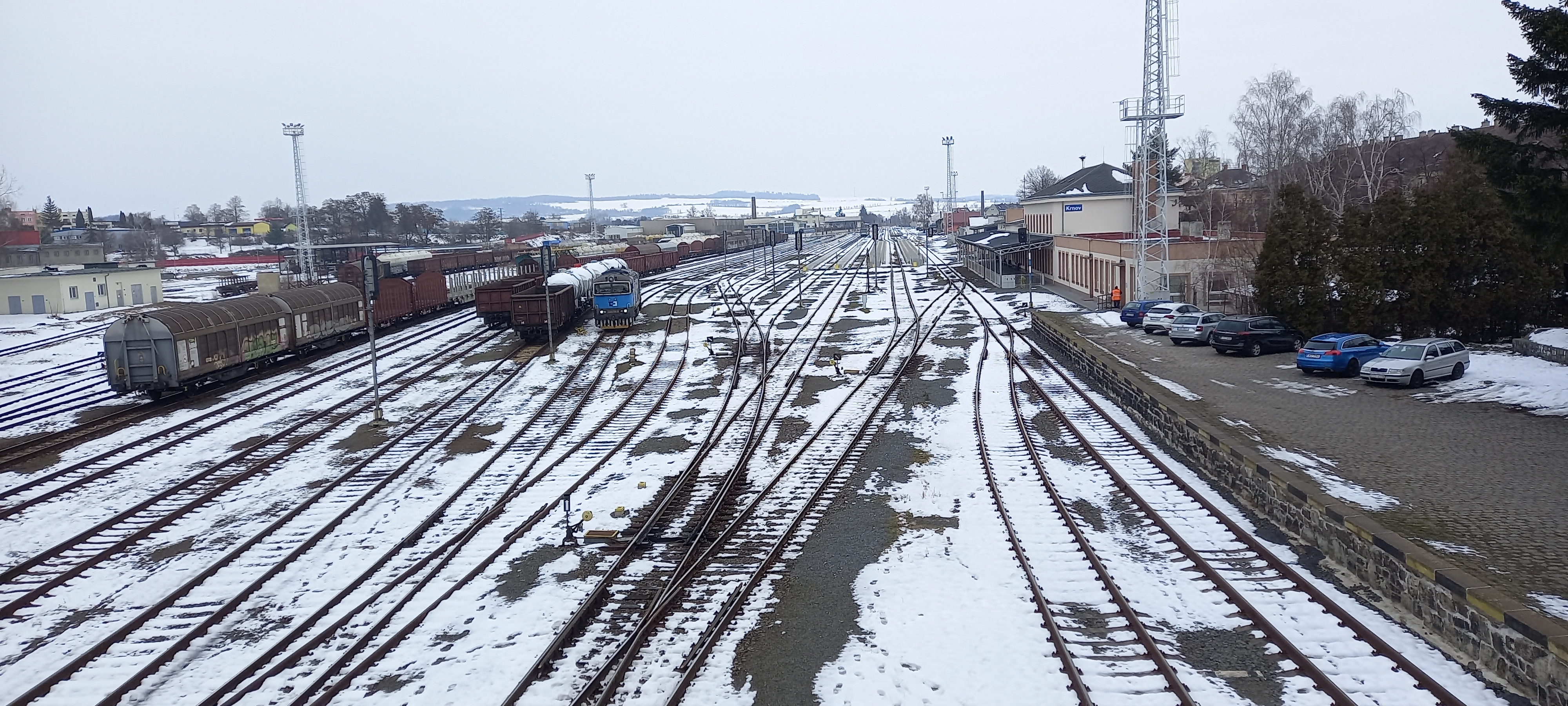

Stanice byla vybudována společností Moravsko-slezská ústřední dráha (MSCB) na trati primárně spojující Olomouc a Opavu, podle univerzalizovaného stavebního vzoru. 1. listopadu 1872 byl uveden do provozu úsek trasy z Krnova do stanice Opava západ. 25. září 1873 otevřela MSCB spojení s polským městem Hlubčice (v 50. letech 20. století koleje vytrhány).
MSCB dále 1. prosince uvedla do provozu trať do Jindřichova ve Slezsku, přes peážní trať a polské město Głuchołazy se trať dále napojila na železnici Rakouská společnost místních drah (ÖLEG) v Mikulovicích. Od roku 1889 bylo plně průjezdné železniční spojení z Krnova ve směru na Zábřeh a Šumperk. Po zestátnění MSCB v roce 1895 pak obsluhovala stanici jedna společnost, Císařsko-královské státní dráhy (kkStB), po roce 1918 pak správu přebraly Československé státní dráhy. Ve 2. polovině 20. století byla původní staniční budova upravována a vznikly zde nové přístavby z důvodu nedostačujících proporcí stávajícího objektu pro osobní přepravu. V roce 2016 proběhla celková oprava trati Opava – Krnov, v Krnově se to projevilo především modernizaci stanoviště dálkového řízení dopravy, prostorů pro cestující se to netýkalo. V říjnu 2022 probíhaly ve stanici oslavy k 150. výročí založení železniční trati. Při této příležitosti byly do stanice vypraveny zvláštní vlaky a představily se zde i historická železniční vozidla, např. Bardotka, Čmelák, Velký Bejček, Hurvínek a další. Připraven byl i bohatý kulturní program.

## Popis
Nacházejí se zde čtyři úrovňová nástupiště, k příchodu k vlakům slouží přechody přes koleje. U jižního zhlaví se nachází budova lokomotivní točna. Oprava budovy nádraží byla ohlášena roku 2018.

## Provoz osobní dopravy
Vlaky ČD a stanice jsou integrovány v ODIS a obsluhovány linkami Esko S10, S15 a R27. Ve stanici zastavují osobní vlaky, spěšné vlaky a rychlíky ve směrech Bruntál, Głuchołazy, Jeseník, Jindřichov ve Slezsku, Lipová Lázně, Moravský Beroun, Olomouc hlavní nádraží, Opava východ, Ostrava hlavní nádraží, Ostrava střed, Ostrava-Svinov a Rýmařov.

## Služby ve stanici
Ve stanici je k dispozici odbavení cestujících v mezinárodní a vnitrostátní přepravě včetně prodeje místenek a mezinárodních jízdních dokladů, lze platit i v eurech a platební kartou. Dále jsou zde k dispozici čekárna pro cestující, restaurace, veřejné parkoviště, policie, další obchody a služby.

## Dřívější názvy[6]
- 1872–1918 Jägendorf
- 1918–? Krňov
- 1938–1945 Jägendorf
- 1938– Krnov